# 2798 км
2798 км, известен также как посёлок остановочный пункт 2798 километр,  железнодорожный остановочный пункт 2798 км — населённый пункт в Москаленском районе Омской области России. Входит в состав Екатериновского сельского поселения. Население 52 чел. (2010) .

## История
В соответствии с Законом Омской области от 30 июля 2004 года № 548-ОЗ «О границах и статусе муниципальных образований Омской области» 2798 км вошёл в состав образованного муниципального образования «Екатериновское сельское поселение».

## География
Находится на юге Западной Сибири.

## Население
| 2010 |
| ---- |
| 52   |

Гендерный состав
По данным Всероссийской переписи населения 2010 года в гендерной структуре населения из 52 человек мужчин — 30, женщин — 22	(57,7 и 42,3 % соответственно)
Национальный состав
Согласно результатам переписи 2002 года, в национальной структуре населения русские составляли 49 %, казахи 38 % от общей численности населения в 55 чел..

## Инфраструктура
остановочный пункт 2798 километр.
Путевое хозяйство.

## Транспорт
Автомобильный и железнодорожный транспорт.